# プレック研究所
株式会社プレック研究所（英: Prec Institute Inc.）は、日本の環境コンサルティング会社。本社は東京都千代田区麹町。
環境のシンクタンク・技術コンサルタントを専業とする。おもに官公庁が委託する環境アセスメント・環境政策立案などを行うが、動植物を主とする環境調査やアセスメント業・森林コンサルタントなどの他、公園、動植物園、緑化環境に関する計画・設計業務のランドスケープコンサルタント、環境、景観、文化財保護、防災等の政策立案などの行政計画・法定計画策定業務などの都市計画コンサルタントといった、事業の内容が大きく3つのコンサルタントグループに区分される。
2004年JASDAQに上場するが、SKT株式会社による公開買付によって2007年上場廃止。
技術職員118名 事務職員12名 うち技術士（総合技術監理部門、建設部門、環境部門、森林部門、農業部門）76名

## 沿革
- 1972年（昭和47年） 東京都港区に環境の総合コンサルタント及びシンクタンクを目的として株式会社プレック研究所を設立
- 1974年（昭和49年） 建設コンサルタント登録規定による建設コンサルタント登録
- 1978年（昭和53年） 一級建築士事務所登録
- 1978年（昭和53年） 大阪事務所を設置
- 1981年（昭和56年） 測量業者登録
- 1981年（昭和56年） 計量証明事業者登録
- 1985年（昭和60年） 横浜事務所を設置
- 1993年（平成5年） 東北事務所を設置
- 1993年（平成5年） 九州事務所を設置
- 1996年（平成8年） 中部事務所を設置
- 1997年（平成9年） 生態研究センターを設置
- 1998年（平成10年） 沖縄事務所を設置
- 1999年（平成11年） 北関東事務所を設置
- 2000年（平成12年） 栃木営業所を設置
- 2000年（平成12年） 長野営業所を設置
- 2000年（平成12年） 北海道事務所を設置
- 2001年（平成13年） 北陸事務所を設置
- 2003年（平成15年） 中国事務所を設置
- 2003年（平成15年） 富山営業所を設置
- 2006年（平成18年） 四国事務所を設置

## おもな作品
- 国営飛鳥歴史公園（公園館情報提供手法検討、施設改修、ユニバーサルデザイン基本方針検討）
- 浜離宮恩賜庭園（東京都、海手お伝い橋・潮入りの池・庚申堂鴨場・中の橋等）
- 大阪市天王寺動物園
- 藤前干潟環境学習拠点施設（環境省）
- 野呂川広河原インフォメーションセンター（環境省）
- 勝沼堰堤一体公園整備（山梨県）
- 旧住友家俣野別邸庭園（横浜市、基本計画）
- 国の史跡朝夷奈切通他（鎌倉市、保存管理計画）
- 国営木曽三川公園七里の渡し(県指定史跡)地区整備検討
- 特別史跡平城京跡第一次大極殿正殿（文化庁平城遷都1300年記念事業、復原工事現場公開施設.展示・映像設備設計）
- 国の史跡玉川上水小金井橋（東京都、意匠設計）
- イタリア大使館別荘（栃木県、展示物・統合桟橋設計）
- 山形市山形城跡（国の史跡）霞城公園本丸一文字門周辺整備
- 磐田市遠江国分寺・コンピュータグラフィックス復元
- 森吉山国指定森吉山鳥獣保護区野生鳥獣センター（環境省、秋田県）
- 雲仙天草国立公園富岡ビジターセンター（熊本県、計画・展示設計・監理）
- 東山動植物園（名古屋市、再生プランニング）
- 豊橋総合動植物公園西園（豊橋市）
- 高知県立牧野植物園（第二期整備）
- 佐世保市亜熱帯動植物園活性化基本計画
- 平川動物公園（鹿児島市、再整備基本計画・基本設計）
- Festival World Animal Wonder World（韓国）韓国のレジャー施設「三星Everland」における動物園
- 古利根沼周辺拠点整備検討(河川内大規模ワンド創出)
- 大河津環境保全施設（大河津分水路）
- 新宿御苑（環境省）
- 旧日本道路公団ビオトープ型調整池の整備技術に関する調査
- 埼玉県エコロード（環境共存型モデル工事・エコロード詳細設計）
- 神奈川県「小網代の森」（保全利活用計画）
- 鎌倉市腰越広町公園（基本構想策定）
- 大雪山国立公園登山道（環境省、整備指針策定）
- 阿寒国立公園西別岳登山道（環境省、整備基本計画・設計・監理・モニタリング）
- 屋久島登山道（環境省、整備基本計画・設計・監理・モニタリング）
- 奥秩父縦走線（環境省、歩道等整備基本計画）
- はるかな尾瀬歩道（整備事業整備計画調査）
- 国営昭和記念公園（立川口改修その他関連施設実施設計）
- 国営木曽三川公園江南地区
- 国営沖縄記念公園オーシャニックゾーン
- 国営越後丘陵公園野生・文化ゾーン
- 徳島県立月見ヶ丘海浜公園（徳島空港事業）
- 首都圏のグランドデザインモデル地域WG横須賀臨海地区に係る資料作成
- 瀬戸南東部地区（国際万博予定地）開発土地利用計画検討業務
- 上野恩賜公園グランドデザイン作成（東京都）

## 受賞
- 第23回都市公園コンクール会長賞（環境再生保全機構 静岡地区大気汚染対策緑地（富士西公園）
- 第21回都市公園コンクール会長賞（環境再生保全機構 山形地区地球温暖化対策緑地（山形西公園）
- 2007CLA奨励賞（東三河ふるさと公園・愛知県）
- 2006CLA優秀賞（大阪市安心あかり公園づくり事業）
- 第17回都市公園コンクール大臣賞（壬生町とちぎわんぱく公園）
- 第18回都市公園コンクール局長賞（北九州市到津の森公園）
- 第15回都市公園コンクール建設事務次官賞・CLA2000最優秀賞（横浜市よこはま動物園ズーラシア）
- 2001CLA優秀賞（静岡県田貫湖ふれあい自然塾）
- 優良業務事務所長表彰（国営吉野ヶ里歴史公園吉野ヶ里遺跡北墳丘墓内部展示実施設計/遺構展示実験 観測・解析
- 2006年チェンマイ国際園芸博覧会「最高栄誉賞」（ロイヤルフローラ・ラーチャプルック2006屋外出展日本庭園）
- 2007CLA賞特別賞（ロイヤルフローラ・ラーチャプルック2006屋外出展日本庭園）

## 緑資源機構談合事件と処分
- 2008年に緑資源機構発注業務の談合で営業停止命令を受けたことがある[3]。国土交通省が2008年5月26日、緑資源機構が発注した特定林道調査測量設計業務をめぐって、15社が談合を行っていたとし、監督処分を行ったうちの1社である[3]。2008年6月9日から同月23日まで営業停止となった[3]。